# Паоло-Еміліо Паволіні
Паоло-Еміліо Паволіні (італ. Paolo Emilio Pavolini; 10 липня 1864 — 15 вересня 1942) — італійський поет, учений, перекладач.

## Перекладацька діяльність
Паволіні перекладав твори письменників багатьох народів світу, зокрема естонських, угорських, албанських, польських. Він також перекладав наукові праці й статті про ці літератури.
Паволіні переклав італійською мовою вірш Тараса Шевченка «Зацвіла в долині» й 1889 року опублікував його у Венеції в книзі «Поезії, перекладені з угорської, новогрецької та української мов».